# 플렉사곤

트리헥사플렉사곤(Trihexaflexagon)을 접고 펴는 모습

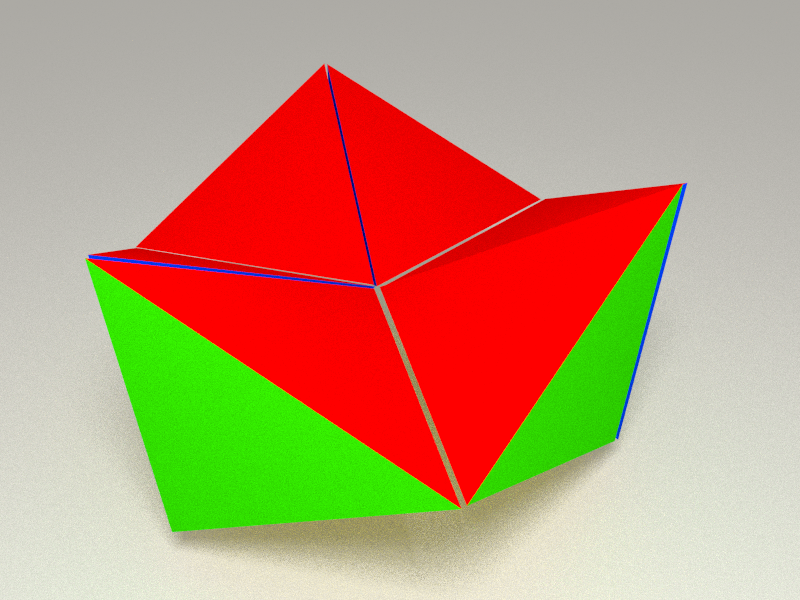
칼레이도사이클

칼레이도사이클의 전개도

플렉사곤(flexagon, flextangle) 또는 칼레이도사이클(kaleidocycle →아름다운 형상의 고리)은 삼면체 또는 사면체 여러 개를 붙인 장난감이다. 돌릴 때마다 다른 면을 볼 수 있다.
이것은 쪽매맞춤의 원리를 이용한 대표적인 장난감이다.
정사면체의 개수에 따라 종류가 다양한데, 가장 전형적인 것은 6개로 이루어진 칼레이도 사이클이다.

## 공식
a를 접는데 쓰이는 종이의 가로, b를 세로라 하고 n을 쓰이는 종이의 장수라 하였을때, 다음 식이 성립한다
{\displaystyle b/2a=\cos(360/2n)}